# Собор Святого Олафа (Тронхейм)
Собор святого Олафа  (норв. St. Olav domkirke) — католическая церковь, находящаяся в городе Тронхейм, Норвегия. Освящена в честь святого Олафа и является кафедральным собором территориальной прелатуры Тронхейма.

## История

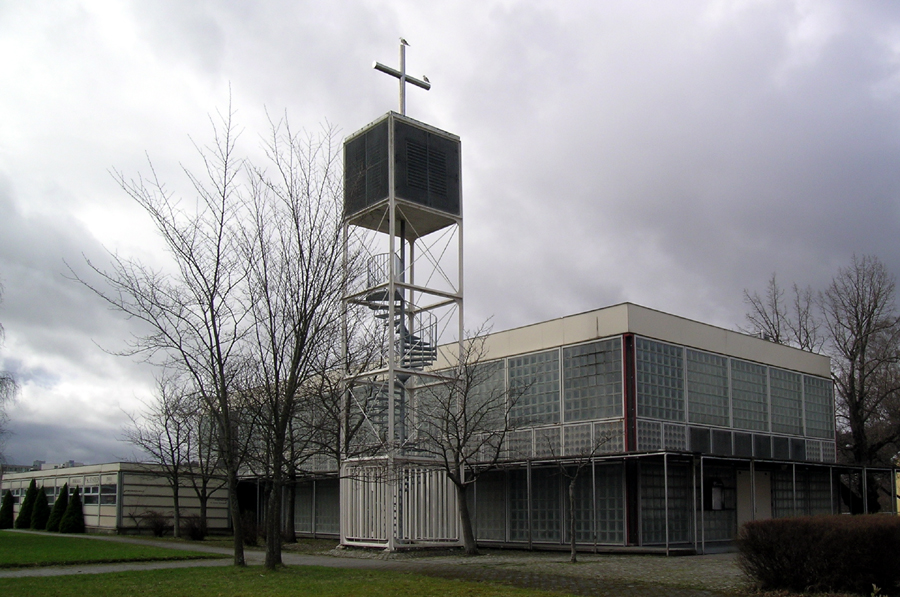
Собор святого Олафа, Тронхейм, Норвегия (снесён в 2014 году)

Нынешняя церковь святого Олафа была возведена в 1973 году на фундаменте небольшой католической часовни 1902 года постройки, перестроенной из железнодорожного депо для локомотивов. Храм был спроектирован архитектором Картвердтом и освящён в 1973 году в честь норвежского святого Олафа. После образования в 1979 году территориальной прелатуры Тронхейма храм святого Олафа стал кафедральным собором этой католической церковной структуры. В 2014 году ввиду аварийного состояния храм был закрыт и снесён, после чего был возведён новый собор больших размеров, освящённый 19 ноября 2016 года аналогично старому.